# District hui de Shunhe
Le district hui de Shunhe (chinois simplifié : 顺河回族区 ; pinyin : Shùnhé huízú qū) est une subdivision administrative de la province du Henan en Chine. Il est placé sous la juridiction de la ville-préfecture de Kaifeng.
Le district comporte différentes mosquées, dont la Grande mosquée Est de Kaifeng (zh), mosquée pour femme (Nusi).